# Kazunori Iio
Kazunori Iio (jap. 飯尾 一慶, Iio Kazunori; * 23. Februar 1982 in der Präfektur Iwate) ist ein japanischer Fußballspieler.

## Laufbahn
Iio begann mit dem Fußball während seiner Grundschulzeit, wo er im Tatano Sports Club in Yokohama spielte und dann in den Jugendmannschaften des Yomiuri Nippon SC (heute Tokyo Verdy), von dem er dann auch nach seinem Schulabschluss unter Vertrag genommen wurde. 2002 und 2005 wurde er an Kawasaki Frontale ausgeliehen und 2006 an Avispa Fukuoka. 2014 wechselte er zum Yokohama FC.
Mit der japanischen Nationalmannschaft qualifizierte er sich für die Junioren-Fußballweltmeisterschaft 2001.

## Errungene Titel
- Kaiserpokal: 2004